# Цвіркун-трубачик стебловий
Цвіркун-трубачик стебловий[джерело?], італійський деревний цвіркун[джерело?], стебловий цвіркун звичайний, трубачик звичайний (Oecanthus pellucens) — вид деревних цвіркунів, що належать до родини Gryllidae, підродини Oecanthinae.

## Підвид
Підвиди включають:
- Oecanthus pellucens calinensis Jannone, 1936
- Oecanthus pellucens pellucens (Scopoli, 1763)

Цей вид поширений у більшій частині Європи, в тому числі в Україні, особливо в країнах Середземномор'я, з акцентом на Південну Європу. Північний кордон проходить через північну Францію, Бельгію, південну Німеччину, Чехію та південну Польщу. Першу, очевидно життєздатну, британську колонію було виявлено поблизу Дандженесса в Кенті у 2015 році. У Південній Європі також є близькоспоріднений та дуже схожий вид Oecanthus dulcisonans. Він також присутній у східній Палеарктиці, на Близькому Сході та в Північній Африці.

## Середовище
Типовим середовищем існування Oecanthus pellucens є сонячні луки з високою рослинністю та сухі, теплі та бідні на поживні речовини ділянки, такі як луки, піщані дюни та занедбані землі.

## Опис
Дорослі самці виростають до 10—13 міліметрів (0,39—0,51 дюйм) завдовжки, самка трохи більша за самця, приблизно 11—14 міліметрів (0,43—0,55 дюйм) довжини. Забарвлення Oecanthus pellucens жовтувато-коричневе, солом'яного кольору. Тіло дуже видовжене та струнке. Крила зазвичай трохи виступають над черевцем, але можуть бути коротшими або довшими. Крила самців більші, ніж у самок. Вусики довші за тіло. Яйцеклад самки довгий і злегка вигнутий. Самок можна впізнати за булавоподібним кінцем яйцеклада.

## Біологія
Дорослих особин можна зустріти з липня по жовтень. Ці цвіркуни ведуть переважно нічний спосіб життя. Самці труть крила одне об одне (стрідуляція), виробляючи ледь помітний, але постійний звук, що коливається за гучністю. Вони співають приблизно з п'ятої вечора до третьої години ночі. Після спарювання самка відкладає яйця в стебла рослин, особливо у винограді (Vitis vinifera). У червні німфи живуть у тканинах і листках рослини. Через кілька днів після останньої линьки самець починає співати. Ці цвіркуни всеїдні і зазвичай харчуються листям або ніжними частинами квіток, такими як пилок і пелюстки, а також тваринною їжею, такою як попелиця, павуки та личинки комах.

## Галерея

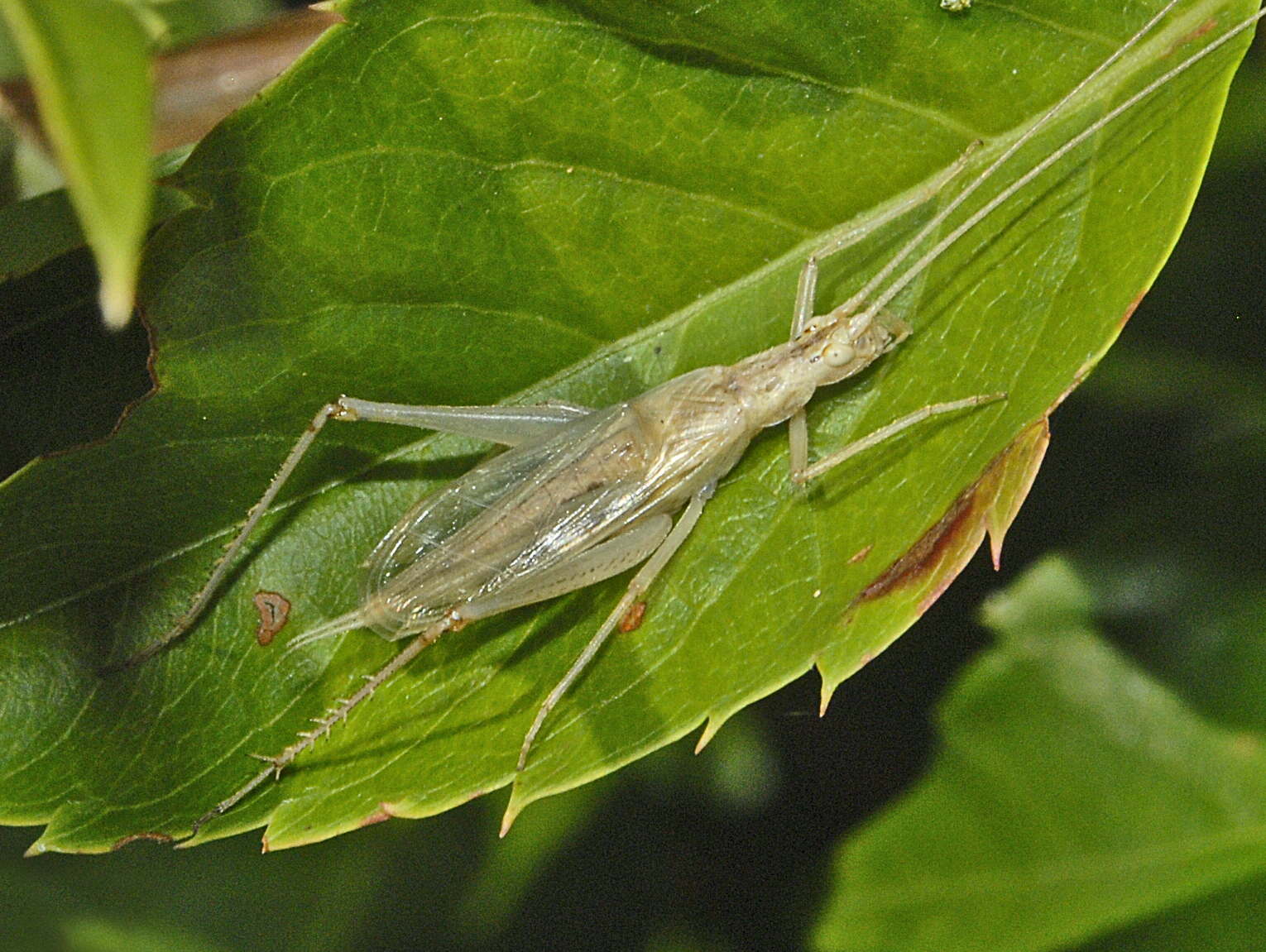
Самець Oecanthus pellucens
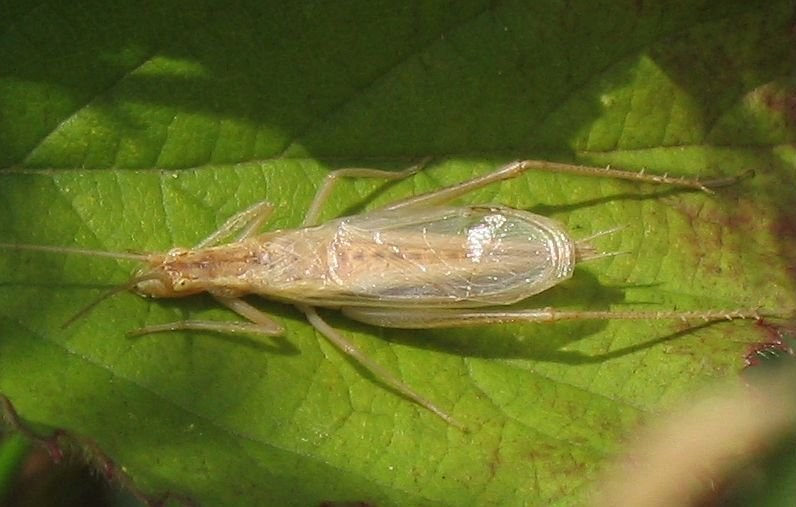
Самець Oecanthus pellucens
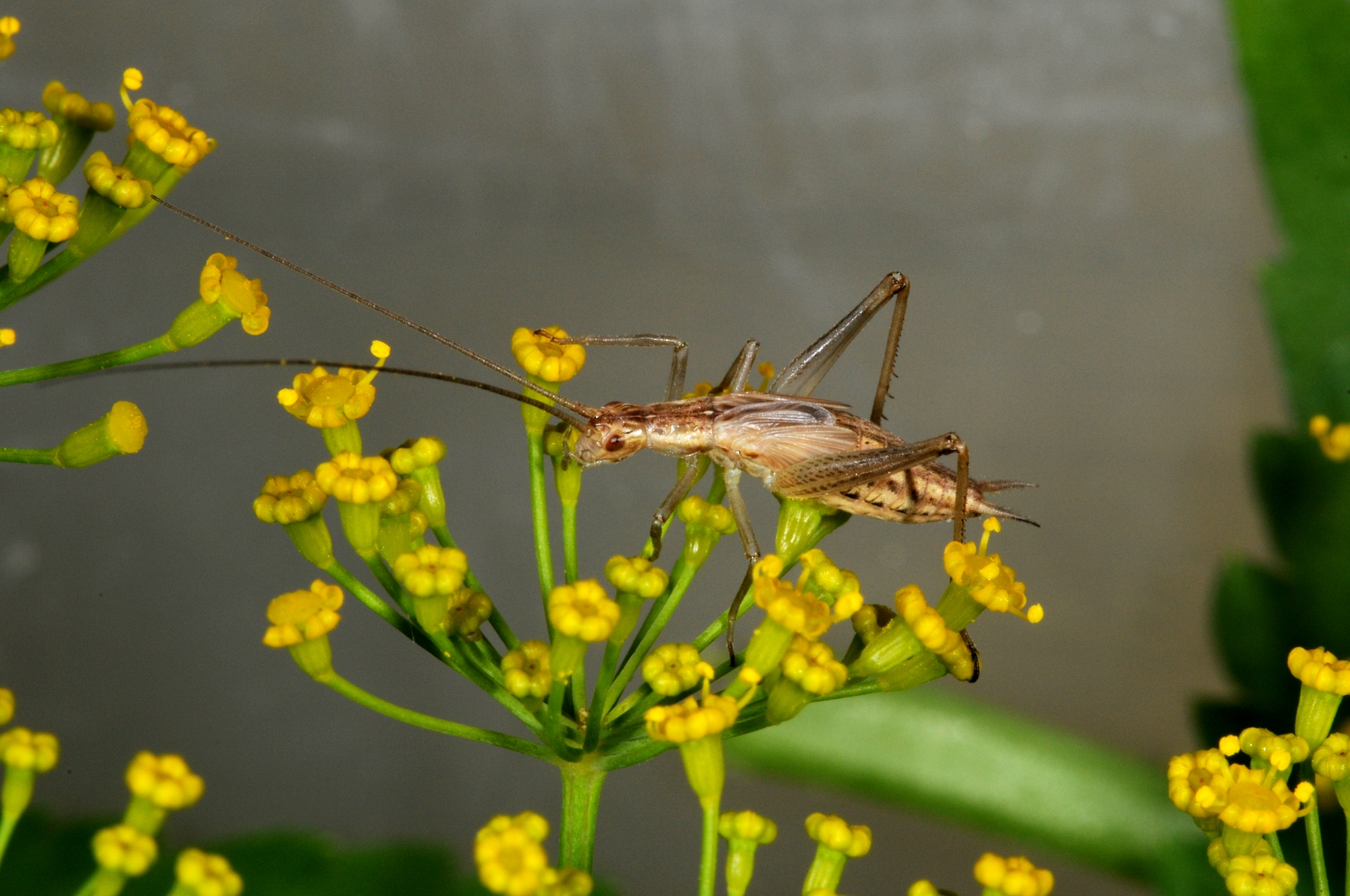
Короткокрила самка Oecanthus pellucens
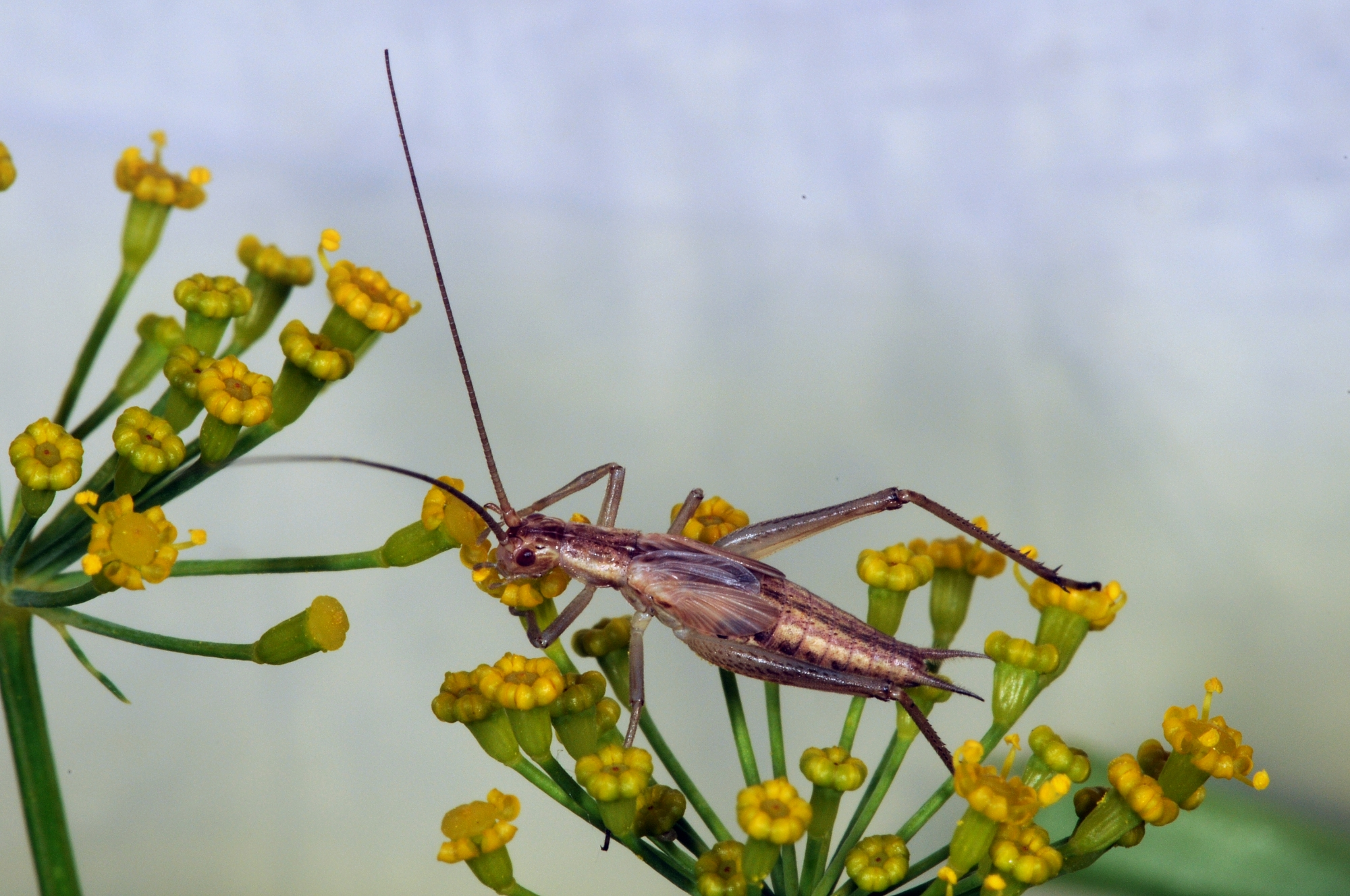
Короткокрила самка Oecanthus pellucens